# Pimelodella dorseyi
Pimelodella dorseyi är en fiskart som beskrevs av Fowler, 1941. Pimelodella dorseyi ingår i släktet Pimelodella och familjen Heptapteridae. Inga underarter finns listade i Catalogue of Life.